# Унутрашња македонска револуционарна организација
Унутрашња македонска револуционарна организација (буг. Вътрешна македонска революционна организация, мкд. Внатрешна македонска револуционерна организација), позната и по верз. скр. ВМРО (буг. ВМРО, мкд. ВМРО), била је револуционарна, касније и терористичка, организација која је дјеловала на османским територијама у Европи, од касног 19. до раног 20. вијека.
Основана 1893. у Солуну, почетни циљ био је стицање аутономије за Македонију и Једрене у Османском царству, али је касније организација постала агент у служби бугарским интересима у балканској политици. ВМРО је настао по узору на Унутрашњу револуционарну организацију Васила Левског и прихватила је њен слоган „Слобода или смрт” (буг. Свобода или смърть). Почетком 1896. против Османлија се борила герилском тактиком, у чему су успјели, успостављајући чак и државу у држави у неким областима, укључујући и прикупљање пореза. Ова дешавања ескалирала су Илинданским устанком 1903. године. У борбама је учествовало око 15.000 припадника ВМРО-а и 40.000 османских војника. Након што је устанак пропао, а Османлије уништиле око 100 села, ВМРО је прибјегла систематском облику тероризма којем су циљ били цивили. Током балканских ратова и Првог свјетског рата организација је подржавала бугарску војску и бугарске ратне власти када су привремено преузеле контролу над дијеловима Тракије и Македоније. У овом периоду аутономизам као политичка тактика је напуштена и подржане су анексионистичке позиција с циљем евентуалног укључивања окупираних подручја у састав Бугарске.
Након Првог свјетског рата комбиновани македонско-тракијски револуционарни покрет се подијелио на двије одвојене организација, ВМРО и ВТРО. Након овог момента, ВМРО је стекла репутацију крајње терористичке мреже, која је тражила промјену граница у дијеловима Македоније који се налазе у саставу Грчке и Србије (касније Југославије). Оспоравали су подјелу Македоније и покретали упаде из свог упоришта Петрич на грчку и југословенску територију. Њихова база дјеловања у Бугарској је била угрожена Нишким споразумом, због чега је ВМРО извела атентат на бугарског премијера Александра Стамболијског 1923, у сарадњи са другим бугарским елементима који су му се супротстављали. Грчка војска је 1925. године покренула прекограничну операцију како би се смањило базно подручје ВМРО, али је она преко Друштва народа заустављена, а ВМРО је наставила са нападима. У међуратном периоду ВРМО је сарађивала са хрватским усташама, а крајња жртва њихове сарадње био је краљ Александар I, који је убијен у Француској 1934. године. Након државног удара у Бугарској 1934, у упориште ВМРО-а Петрич је упала бугарска војка, чиме је организација сведена на маргинални феномен.
Организација је у неколико наврата мијењала свој назив. Након пада комунизма у регији, бројне странке искористиле име организације како би легитимисале своје циљеве. У Бугарској је 1990-их основана десничарска странка ВМРО — Бугарски национални покрет, док је у Сјеверној Македонији основана десничарска ВМРО-ДПМНЕ.

## Османска ера

### Поријекло и циљеви
Организација је основана 1893. у Солуну, који се у то вријеме налазио у саставу османског Солунског вилајета, мања скупина македонско-бугарских револуционара, која је сматрала да је Македонија недјељива територија и да су сви њени становници Македонци, без обзира на религију или етничност. У пракси, ВМРО су основали Бугари и већина сљедбеника организације били су Бугари. Организација је била тајно револуционарно друштво које је дјеловало крајем 19. и почетком 20. вијека са циљем стварања аутономне македонске и једренске области. У почетку, били су против тежњи сусједних држава на то подручје и будућу аутономну македонску и једренску област видјели су као мултиетнички субјект. Изгледа да је у раним фазама борбе жељени исход аутономије био уједињење са Бугарском. Овај циљ је касније промијењен идејом претварања Балкана у федералну државу, у којој би Македонија и Тракија биле равноправне чланице. Идеја аутономије је била строго политичка и није подразумијевала одвајање од бугарске националности. Чак и они који су се залагали за независну Македонију и Тракију никада нису доводили у питање бугарски карактер словенског становништва у тим областима. Оснивачи организације су Христо Татарчев, Дамјан Груев, Петар Поп Арсов, Андон Димитров, Христо Батанџиев и Иван Хаџиниколов. Већина њих (осим Хаџиниколова) били су у блиској вези са Солунском бугарском мушком гимназијом. Према Сјећањима Христа Татарчева, ВМРО је у почетку имала једноставан назив Македонска револуционарна организација (буг. Македонска революционна организация, МРО). Иван Хаџиниколов у својим мемоарима наводи пет основних принципа оснивања МРО:

1. Револуционарна организација треба да буде успостављена унутар Македоније и тамо би требало дјеловати тако да је Грци и Срби не би могли означити оруђем бугарске владе.
2. Њени оснивачи треба да буду локалци и они који живе у Македонији.
3. Политички слоган организације треба да буде аутономија Македоније.
4. Организација треба да буде тајна и независна, без икаквих веза са владама ослобођених сусједних држава, и
5. Од македонских досељеника у Бугарској и бугарског друштва треба тражити само моралну и материјалну помоћ за борбу македонских револуционара.

Према Христу Татарчеву:
Дуго смо разговарали о циљу ове организације и на крају смо је фиксирали на аутономију Македоније са приоритетом бугарског елемента. Нисмо могли прихватити став за „непосредно придруживања Бугарској” јер смо увидјели да ће то наићи на велике потешкоће због сукоба великих сила и тежњи сусједних малих земаља и Турске. Прошло нам је кроз мисли да би се једна аутономна Македонија касније могла лакше ујединити с Бугарском и ако дође до најгорег, могла би играти улогу уједињујуће карике федерације балканских народа. Једренска област, колико се сјећам, није учествовала у нашем програму, и мислим да је идеја да се то придода аутономној Македонији дошла касније.
У мемоарима Дамјана Груева, циљеви МРО су сљедећи:
Окупили смо се и заједно разрадили статут. Заснован је на истим принципима: захтјев за спровођење Берлинског споразума. Статут је израђен по узору на Бугарску револуционарну организацију прије ослобођења. Наш слоган је био „Спровођење резолуција Берлинског споразума”. Успоставили смо „Централни комитет” са огранцима, чланарином итд. Било је предвиђено и полагање заклетве за сваког члана. У прописима није било ничега што се тицало српске пропаганде, већ смо намјеравали да јој се супротставимо просвјетљујући народ.
Једренска област је био општи назив који је ВМРО дала дијелу Тракије који је, као и Македонија, пао под османску власт тј. већи дио области, а гдје је словенски елемент преовлађивао у мултиетничком становништву. Организовани револуционарни покрет у Тракији датира из 1895, када је Дамјан Груев регрутовао Христа Коцева, рођеног у Штипу, учитеља у Једренској бугарској мушкој гимназији. Дјелујући у име Централног комитета, Коцев је успоставио обласни комитет у Једрену и постепено су оснивани одбори широм подручја.
На основу историјских доказа, бугарских, западних и руских историчара, вјерује се да је 1896. или 1897. прво и вјероватно незванично име организације промијењено у Бугарски македонско-једренски револуционарни комитети (буг. Български македоно-одрински революционни комитети, БМОРК) и организација је постојала под тим именом до 1902, када је добила име Тајна македонско-једренска револуционарна организација (буг. Тайна македоно-одринска революционна организация, ТМОРО). Иако дио македонских историчара признаје постојање имена БМОРК у веома раном периоду организације (1894—1986), у Сјеверној Македонији се генерално претпоставља да је у периоду 1896—1902. име организације било ТМОРО. Обје стране немају поуздане документоване доказе, јер се ниједно од ових имена не јавља у документима ВМРО-а, али је познато из недатираних штампаних или руком писаних статута. Међутим, македонски историчари указују на чињеницу да се копија статута ТМОРО-а из 1898. чува у Лондону. Неспорно је да је организација 1905. примијенила име у Унутрашња македонско-једренска револуционарна организација (буг. Вътрешна македоно-одринска революционна организация, ВМОРО) и под тим именом се спомиње у бугарској историографији. Након распуштања током прве бугарске анексије Македоније (1915—1918), организација је оживјела 1920. под називом Унутрашња македонска револуционарна организација (буг. Вътрешна македонска революционна организация, ВМРО), под којим је данас општепозната.
Наведени циљ првобитно Комитета био је обједињавање свих елемената незадовољних османским терором у Македонији и Једренском вилајету, чиме би се на крају стекла политичка аутономија за те двије области. У овом задатку, организација се надала да ће имати подршку мјесних Влаха, Грка, па чак и Турака. Напори су били усмјерени на моралну пропаганду, а видови побуне и терористичких дејстава били су далеки. Организација се брзо развијала: за само неколико година, Комитет је успио да успостави широку мрежу мјесних организација широм Македоније и Једренског вилајета. Обично су се фокусирали на школе Бугарске егзархије, а за вође су имали мјесне и бугарске учитеље.
Иако је ВМРО од свог оснивања претежно био етнички бугарски, залагао се за идеју аутономне Македоније и радије се одвајао од званичне бугарске политике и није био под владином контролом. Оснивачи ВМРО-а су вјеровали да ће аутономни покрет вјероватније наћи заједнички језик са великим силама, него онај који би био алат бугарске владе. Према ријечима британског савременика-посматрача Хенрија Брејлсфорда:
Када су, поред ових предности, бугарофилски Македонци 1893. основали свој изванредно организовани револуционарни комитет, српска ствар је доживјела смртни ударац. Наглашавајући свој антагонизам према Бугарској, званична Србија је сада усвојила отворену туркофилску политику, и ништа не може бити фаталније за изгледе било ког хришћанског племена у Турској. Македонско сељаштво ће своју оданост подарити само пропаганди која им обећава неке брзе изгледе за ослобађање од османског јарма. Српски покрет је чисто званична агитација, вођена и финансирана у Београду: док је, упркос симпатијама Софије, Бугарски револуционарни комитет права македонска организација.
Штавише, поједине млађе вође заговарале су радикалније социјалистичке и анархистичке идеје и као свој циљ су видјели успостављање новог облика власти, а не уједињење са Бугарском. На крају, та схватања су приморала организацију да промијени статут и за чланове прихвати не само Бугаре, већ и све Македонце и Једренце, без обзира на религијску и етничку припадност. У стварности, осим појединих Влаха који су постали чланови, чланство организације су претежно чини бугарски егзархисти.
С обзиром на социјалистичке и космополитске идеје у оквиру револуционарног покрета, Американац Алберт Сониксен је рекао сљедеће:
Мислим да је то била сила апстрактне мисли, коју су држали у свом уму, мисао која је била далеко од шовинизма, јер је слобода за њих била више од владавине Бугара, за њих је то био један савршени систем подједнако примјенљив на Бугаре, Грке и Турке, нека врста раја коме цио свијет треба тежити.
Савремени историчари тврде да су десничарске присталице унутар ВМРО-а вјероватно видели уједињење са Бугарском као природни коначни исход македонске аутономије. Између осталих докумената, они као израз овог разумијевања наводе службено писмо које су Даме Груев и Борис Сарарафов, вође штаба Другог македонско-једренског револуционарног округа за вријеме Илинданског устанка, написали бугарској влади:
Главни штаб сматра својом дужношћу да скране пажњу поштоване бугарске владе на погубне посљедице по бугарску нацију, ако не изврши своју дужност према својој једнородној браћи овдје на упечатљив и активан начин, како то захтијевају околности и опасност, која пријети свебугарској отаџбини данас.
У својој македонистичкој публикацији О македонским питањима написаној послије Илинданској устанка, Крсте Мисирков, веома контроверзан писац који се током свог живота наизмјенично кретао између панбугарског и панмакедонског национализма, описао је ВМОРО као организацију бугарскоих званичника који раде за бугарске интересе и који су по имену, у црквеним и школским питањима повезани са народом Бугарске, њиховом земљом и њиховим интересима. Мисирков је написао:
Устанак можемо назвати како год желимо, али у ствари, био је то само дјелимични покрет. Била је то, и још увијек јесте, ствар егзархиста: то је, бугарски трик за рјешавање македонског питања у своју корист стварањем бугарске Македоније… Ако би аутономија Македоније проистекла из садашњег устанка, македонско питање неће бити ријешено у корист Македонаца, него Бугара, јер комитет, како смо раније видјели, ради иза бугарског фронта… Стога је разлог зашто је устанак пропао савршено јасан: од самог почетка успостављен је на погрешној основи, умјесто да је општи македонски устанак, био је то дјелимичан устанак са бугарским призвуком. Једини македонски Словени који су имали водећу улогу у устанку били су они који су себе називали Бугарима.
Димитар Влахов, још један изузетно контроверзан политичар и револуционар, који је такође наизмјенично мијењао панбугарски и панмакедонски национализам, члан лијевог крила Македонско-једренског револуционарног покрета, касније бугарски посланик у Османско царству, затим један од главних вођа ВМРО (уједињена) — дефакто наставка Бугарске комунистичке партије, на крају је постао комунистички званичник у југословенској Македонији. У својој књизи „Борба македонског народа за слободу” објављеној у Бечу 1925, према његовом мишљењу, а поновно потврђено у „Мемоарима” објављеним у Скопљу 1970. године:
Прво је револуционарна организација почела да дјелује међу бугарским становништвом, чак не међу цијелим, већ само међу овим дијелом, који је учествовало у Бугарској егзархији. ВМРО се сумњичаво односио према Бугарима, који су били вјерници других цркава, као што су Грчка патријаршија, Католичка црква и Протестантска црква. Што се тиче револуционарне дјелатности међу другим националностима као што су Турци, Албанци, Грци и Власи, такво питање није постојало за осниваче организације. Ове друге националности биле су за ВМОРО страни народ… Касније, када су челници ВМОРО-а увидјели да идеја о ослобођењу Македоније може пронаћи сљедбенике међу Бугарима који нису егзархисти, као и међу осталим националностима у Македонији, а под притиском припадника ВМОРО са љевичарским, социјалистичким или анархистичким увјерењима, промијенили су статут ВМОРО у смислу да члан ВМОРО може бити било који Македонац, без обзира на етничку или вјерску припадност.

### Оружана борба против Османлија
Почетни период идеализма за ВМОРО завршио се, међутим, Виничком афером и проналаском тајног складишта муниције од стране османске полиције у близини бугарске границе 1897. године. Опсежне репресије против активиста комитета довеле су до његовог претварања у милитантну герилску организацију, која се упустила у нападе на османске званичнике и у казнене акције против осумњичених издајника. Герилске групе ВМОРО, познатије као чете, касније (послије 1903) водиле су борбе против просрпских и прогрчких оружаних група током борбе за Македонију.
Вођство ВМОРО-а оспориле су још двије фракције: Врховни македонско-једренски комитет у Софији и мања скупина конзервативаца у Солуну — Бугарско тајно револуционарно братство. Потоњи је инкорпориран у ВМОРО 1902, али су његови чланови, нпр. Иван Гарванов, требали имати значај утицај на организацију.
Требали су да гурају Илидански устанак, а касније су постали језгро десничарске фракције ВМРО. Бивша организација постала је познатија раније од ВМРО-а, након упада 1895. на турску територију који је организован из Бугарске. Оснивачи су били македонски имигранти у Бугарској, као и официри бугарске војске. Они су прибјегли тероризму против Османлија у нади да ће изазвати рат, а тим и бугарску анексију Македоније. Неко вријеме, крајем 1890-их, вође ВМОРО успјеле су да преузму контролу над Врховним комитетом, али су се убрзо подијелиле на двије фракције: једну лојалну ВМОРО-у и једну коју су водили неки официри блиски бугарском кнезу. Друга фракција је подигла несрећни устанак у источној Македонији 1902, гдје су им се војно супротставиле локалне чете ВМОРО предвођене Јанетом Санданским и Христом Чернопејевим.
У прољеће 1903, група младих анархиста повезаних са ВМОРО из Гемиџијског круга — матуранти бугарске школе у Солуну — покренули су кампању терористичког бомбардовања са циљем привлачења пажње великих сила на османско угњетавање у Македонији и источној Тракији.
У исто вријеме, неприкосновени вођа организације, Гоце Делчев, убијен је у окршају са османским снагама. Иако се Делчев противио идејама устанка као преурањеним, он коначно није имао другог избора него да пристане на такав начин дјеловања, али је барем успио да одложи његов почетак са маја на август. Након његове смрти 1903, ВМОРО је организовао Илиндански устанак против Османлија у Македонији и Једренском вилајету, који је након почетних успјеха, укључујући формирање Крушевске република, сломљен са великим бројем људских жртава.

### Послије Илинданског устанка
Неуспјех устанка 1903. резултовао је коначним распадом ВМОРО-а на љевичарску фракцију (федералисти) у окрузима Серес и Струмица и десничарску фракцију (централисти) у окрузима Солон, Монастир и Скопље. Љевичарска фракција противила се бугарском национализму и залагала се за стварање балканске социјалистичке федерације у којој би сви субјекти и националности били једнаки. Врховни македонски комитет је распуштен 1903, али се десничарска фракција све више кретала према бугарском национализму, јер су њене регија постајале све изложенија упадима српских и грчких оружаних група, које су се почеле инфилтрирати у Македонију након 1903. године. У периоду 1905—1907. биле су бројне борбе између ВМОРО-а и османских снага, али и између ВМОРО-а и грчких и српских одреда. У међувремену, подјела између двије фракције постала је коначна када је Тодор Паница 1907. убио десничарске активисте Борса Сарафова и Ивана Гарванова. Наоружане албанске чете Черчиза Топулија сарађивале су и биле у добрим односима са наоружаним групама бугарско-македонским револуционара који су дјеловали у регији Преспанског језера и области Касторија, веза која је настала због заједничког непријатељства са Грцима.
Послије Младотурске револуције 1908. обје фракције су положиле оружје и придружиле се правној борби. Јан Сандански и Христо Чернопејев ступили су у контакт с Младотурцима и започели легалну операцију. Покушали су успоставити Македонско-једренску револуционарну организацију (МОРО). У почетку група је развијала само пропагандне активности. Касније је конгрес службене инаугурације МОРО-а пропао и федералистичко крило се придружило свакодневном политичком животу као Народна федеративна странке (бугарска секција). Неки од њених лидера, попут Санданског и Чернопејева, учестовали су у маршу на Истанбул ради свргавања контрареволуционара. Бивши центристи формирали су Савез бугарских уставних клубова и као НФС учествовали на османским изборима. Убрзо је, међутим, младотурски режим постао растући националистички и настојао је потиснути националне тежње различитих мањина у Македонији и Тракији. То је подстакло већину десничарских и неких љевичарских вођа ВМОРО-а да наставе оружану борбу 1909. године. У јануару 1910. Христо Чернопејев и неки од његових сљедбеника основали су Бугарску народну македонско-једренску револуционарну организацију. Нови Централни комитет ВМОРО формиран је 1911. у саставу Тодор Александров, Христо Чернопејев и Петар Чаулев. Циљ ЦК био је враћање јединства организацији и да ефикасније усмјерну нову оружану борбу против Османлија. Након што је Чернопејев убијен у борби 1915. као бугарски официр у Првом свјетском рату, замијенио га је бивши вођа врховиста генерал Александар Протогеров.

### Балкански ратови и Први свјетски рат
Током балканских ратова вође ВМОРО-а (и лијевог и десног крила) придружили су се Македонско-једренском добровољачком корпусу и борили се заједно са Бугарском војском. Други, попут Санданског, помагали су бугарској војсци са својим четама, док су неки продрли чак до регије Касторија (Костур) у југозападној Македонији. У Другом балканском рату чете ВМОРО-а бориле су се против Грка и Срба у првим линијама фронта, али су касније разбијене и протјеране. Петар Чаулев био је један од вођа Охридско-дебарског устанака који су заједно организовали ВМОРО и албански качаци у западној Македонији.
Тиквешки устанак био је још један устанак крајем јуна 1913. који је организовала ВМОРО против српских власти у Вардарској Македонији и који се одиграо иза српских борбених линија током Другог балканског рата.
Исход балканских ратова била је подјела Македонија и једренске Тракије између Бугарске, Грчке, Србије и Османског царства, с тим да је Бугарска добила најмањи удио. Цјелокупна популација тракијских Бугара из османског дијела источне Тракије присилно је протјерана у Бугарску. ВМОРО, који је сада водио Тодор Александров Попрушев, одржао је своје постојање у Бугарској, играјући на политичку карту бугарског иредентизма и позивајући се на поновни рат за ослобођење Македоније. То је био један од фактора који је у Првом свјетском рату повезао Бугарску са Њемачком и Аустроугарском. Током Првог свјетског рата на простору Македоније (1915—1918) ВМОРО је подржавала бугарску војску и придружила се бугарским ратним властима када су привремено преузеле контролу над Вардарском Македонијом до краја рата. У овом периоду аутономизам као политичка тактика напуштен је од свих фракција ВМОРО-а и сви су они дијелили анексионистичке ставове, подржавајући евентуално инкорпорацију Македоније у Бугарску. ВМОРО је организовао Валандовску акцију 1915, која је у ствари била напад на бројчано надмоћне српске снаге. Бугарска војска, уз подршку ВМОРО-а, имала је успјехе у првим фазама сукоба, успјела је да протјера српске снаге из Вардарске Македоније и дође до положаја предратне грчко-српске границе, која је стабилизована као чврст фронт до краја 1918. године.
Уочи избијања Првог свјетског рата, паравојне дјелатности ВМОРО у Србији имале су за циљ изазивање рата са Бугарском. У то вријеме Србија је у Македонији спроводила програм присилне србизације. У инциденту 1914, у вријеме када је Бугарска још увијек била неутрална, чета ВМОРО-а напала је жељезнички мост преко ријеке Вардар, масакрирајући 477 љиуи. У другом инциденту исте године, први македонски регрути мобилисани у српску војску демонстративно су одбили да положе војну заклетву у Крагујевцу и били су подвргнути репресији. Као резултат тога, ВМОРО је основао тајни комитет у Велесу, са циљем да координира пребацивање у Бугарску хиљаде македонских дезертера из српске војске. Касније су као комите укључени у редовну бугарску војску и њихова моћ постала је све значајнија. Чињеница да су се ове паравојне чете придруживале бугарској војсци означила је значајну промјену у начину на који су водили рат. У почетку је формирана 11. пјешадијска македонска дивизија, а касније и друге војне јединице, као нпр. герилске чете. Њихов улазак у рат крајем 1915. допринео је окупацији Вардарске Македоније. У окупираној Србији дјелатност ВМОРО била је идентична бугарској политици, подржавајући бугаризацију области. Крајем 1915. и почетком 1916. нерегуларне јединице ВМОРО-а масакрирале су Србе у Вардарској Македонији, у областима Азот, Скопска Црна Гора и Пореч, уз помоћ чета 11. пјешадијске македонске дивизије. Начелник полиције у Македонској војно-инспекционој области извијестио је министра унутрашњих послова да се не може носити са безакоњем паравојних јединица. У ствари, 1917. била је прекретница када је ВМОРО постао инструмент који је бугарска влада користила за преузимање контроле над унутрашњом ситуацијом у Поморављу и већим дијелом Македоније. У то вријеме вође ВМОРО-а, попут генерала Александра Протогерова, били су на челу бугарских окупационих снага у Поморављу и учествовали су у сламању Топличког устанка уз помоћ нерегуларних снага ВМОРО. Њихове методе изазвале су смрт хиљада људи, уништавање њихове имовине, пљачку и друге ратне злочине почињене током рата у дијеловима Краљевине Србије под бугарском окупацијом.

## Међуратни период
Послијератним Нејским мировном Бугарска је морала предати територије у западној Тракији и Македонији. Након овог тренутка комбиновани македонско-једренски револуционарни покрет раздвојио се у двије одвојене организације: Унутрашњу македонску револуционарну организација (ВМРО) и Унутрашњу тракијску револуционарну организацију (ВТРО). ВТРО је дјеловао у грчким регијама Тракије и Македоније до ријеке Струме и Родопских планина између 1922. и 1934. године. ВТРО је за свој циљ прогласио „уједињење свих незадовољних елемената у Тракији, без обзира на њихову националност” и стицање пуне политичке независности регије. ВМРО је касније створио сателитску Унутрашњу западнопокрајинску револуционарну организацију (ВЗРО), која је дјеловала у областима Цариброда и Босилеграда, који су припали Југославији. ВРМО је почео слати чете у Вардарску Македонију и Тракију с циљем убијања званичника и окупљања народних маса које су имале симпатрије према организацији. Бугарски премијер Александар Стамболијски, који је заговарао нормализацију односа са Краљевином Срба, Хрвата и Словенаца и Краљевином Грчком, а како би се Бугарска концентрисала на своје унутрашње проблеме, потписао је Нишки споразум 23. марта 1923. са Краљевином Срба, Хрвата и Словенаца и преузео обавезу сузбијања операција ВМРО-а са бугарске територије. Међутим, истег године агенти ВМРО-а су га убили. ВМРО је имао дефакто контролу над Пиринском Македонијом (тада Петрички округ) и дјеловао је као „држава у држави”, коју је користила као базу за „удари и бјежи” нападе на Краљевину Срба, Хрвата и Словенаца уз незваничну подршку десничарске бугарске владе и касније фашистичке Италије. Због тога су савремени посматрачи описали границу Краљевине Бугарске и Краљевине Срба, Хрвата и Словенаца као најутврђенију у Европи.
Током врхунца међуратних војних активности 1923—1924, према статистичким подацима ВМРО-а у регији Вардарске Македоније дјеловале су 53 чете, од којих је 36 продрло из Бугарске, 12 локалних и 5 из Албаније. Свеукупно чланство чета било је 3245 комита на челу са 79 војвода, 54 подвојводе, 41 секретаром и 193 курира. Документовано је 119 борби и 73 терористичка напада. Српске жртве су 304 официра војске и жандармерије, војника и припадника паравојних јединица, а више од 1300 је рањено. ВМРО је изгубио 68 војвода и комита, стотине је рањено. У грчкој Егејској Македонији дјеловале су 24 чете и 10 локалних извиђачких одреда. Укупно чланство чета било је 380 комита које је водило 18 војвода, 22 подвојводе, 11 секретара и 25 курира. Документоване су 42 битке и 27 терористичких напада. Грчке жртве су биле 83 официра војске, војника и припадника паравојних јединица, преко 230 је рањено. ВМРО је изгубио 22 војвода и комита, 48 је рањено. Југословенске и грчке власти вршиле су репресију над хиљадама мјештана због сумње у контакте са ВМРО-ом. Становништво Пиринске Македоније било је организована у масовну народну гарду. Ова милиција била је једина сила која се опирала грчкој војсци када је грчки диктатор генерал Теодор Пангалос започео војни поход на Петрички округ 1925. године. Бугарска војска је 1934. заплијенила 10.938 пушака, 637 пиштоља, 47 митраљеза, 7 минобацача и 701.388 метака само у Петричком и Кустендилском округу. У исто вријеме, настало је омладинско крило ВМРО-а, Македонска омладинска тајна револуционарна организација (ММТРО). Статут ММТРО-а лично је одобрио вођа ВМРО-а Тодор Александров. Циљ ММТРО-а био је у складу са статутом ВМРО-а, уједињење цијеле Македоније у аутономну јединицу, у оквиру будуће Балканска федеративна републике.
Шести конгрес Балканске комунистичке федерације под вођством бугарског комунисте Васила Коларова и Пети конгрес Коминтерне одржани у Москви 1923, гласали су за формирање „Аутономне и независне Македоније и Тракије”. ВРМО је 1924. започео преговоре са Македонском федеративног организацијом и Коминтерном о сарадњи комуниста и македонског покрета и стварања уједињеног македонског покрета. Идеју о новој јединственој организацији подржао је Совјетски Савез, који је видио шансу да искористи овај добро развијени револуционарни покрет за ширење револуције на Балкану и дестабилизацију балканских монархија. Александар је бранио независност ВМРО-а и одбио да призна готово све тачке које су комунисти затражили. Ниједан споразум није постигнут осим Мајског манифеста, у коме су представљени циљеви јединственог македонског ослободилачког покрета: независност и уједињење подјељене Македоније, борба против свих сусједних балканских монархија, формирање Балканске комунистичке федерације и сарадња са Совјетским Савезом. Пошто није обезбједила Александрову подршку, Коминтерна је одлучила да га дискредитује и у новинама Балканска федерација 28. јула 1924. објављен је садржај Манифеста. Вође ВМРО-а Тодор Александров и Александар Протогеров одмах су преко бугарске штампе демантовали да су икада потписали било какве споразуме, тврдећи да је Мајски манифест комунистички фалсификат.
Убрзо након тога, Тодор Александров је убијен у нејасним околностима, а нови утицајни члан ЦК ВМРО постаје Иван Михајлов Гаврилов, који је постао моћна личност у бугарској политици. Иако је вођство ВМРО-а брзо приписало убиство Александрова комунистима, а још брже организовало освету против непосредних извршилаца, постоји сумња да је сам Михајлов могао бити одговоран за убиство. Неки бугарски и македонски историчари попут Зорана Тодоровског спекулишу да је можда круг око Михајлова организовао атентат на инспирацију бугарске владе, која се плашила уједињене акције ВМРО-а и комуниста против ње. Међутим, ниједна верзија није поткријепљена увјерљивим историјским доказима. Резултат убиства био је даљи сукоб унутар организације и неколико убистава високог профила, укључујући убиство Петра Чаулева (који је предводио Охридско-дебарски устанак против српске власти) у Милану и на крају самог Протогетова.
У међуратном периоду ВМРО на челу са Александровим, а касније и Михајловим, преузео је мјере против бивше љевице која је убила неколико бивших чланова санданистичког крила ВМОРО-а, који су у међувремену гравитирали према Комунистичкој партији Бугарске и Македонској федеративној организацији. Ђорче Петров је убијен у Софији 1922, а Тодора Паницу (који је претходно убио десничара Бориса Сарафова и Ивана Гарванова) у Бечу 1924. убила је будућа Михајловљева супруга Менча Карничева (Мненопеа Карничиу). Димо Хаџидимов, Георги Скрижовски, Александар Бујнов, Чудомир Кантарџиев и други убијени су у догађајима 1925. године. У међувремену, љевичари су касније формирали нову организацију засновану на принципима претходно изнијетим у Мајском манифесту. Нова организација која је била противник Михајловљеве ВМРО добила је назив ВМРО (уједињена) основана је у Бечу 1925. године. Међутим, није имала праву подршку јавности и остала је у иностранству без револуционарних активности у Македонији. Они су убрзо почели да примају новчану потпору од Коминтерне, југословенског Министарства иностраних дела и Министарства унутрашњих дела. Михајловљева група младих кадрова ВМРО-а убрзо је дошла у сукоб са старијом гардом организације. Старији чланови су фаворизовали тактику упада оружаних група, док су млађи више били за тактику са мањим терористичким групама које су вршиле селективна убиства. Сукоб је прерастао у борбу за вођство, а Михајлов је убрзо наредио убиство супарничког вође, генерала Александра Протогерова 1928, оптужујући га да је био идејни творац убиства Тодора Александрова Попрушева, што је изазвало братоубилачки рат између „михајловиста” и „протогеровиста”. Италијанске службе су од 1928 почеле да нагињу подршци михајловистима, иако нису одмах укинули финансијску подршку протогеровистима. Италијански посланик у Софији Ренато Пјаћентини се чак залагао за прекид сарадње са Иваном Михајовом Гавриловима, сматрајући да је у питању "поремећни криминалац" који ће својим деловањем уништити ВМРО. Југословенске службе, са друге стране, су одмах желеле да искористе избијање сукоба између друге (протогеровисти) и треће (михајловисти) генерације, те су у почетку пропагандним средствима тежиле да унесу што већи раздор у њиховим редовима. Значајан моменат био је пријем који је Иван Михајлов Гаврилов организовао Анте Павелићу у Софији и почетак сарадње ВМРО и усташа 1929. године. Протогеровисти су ускоро почели сарадњу са бугарским официрима пуковнику Дамјану Велчеву, који је био познат по својим ставовима о сарадњи са Југославијом, али и са Родном заштитом која је била склона фашизму. Отежавајуће околности за ову фракцију су биле губитак италијанске финансијске подршке средином 1930, и чињеница да су били вични комитским акцијама али не и терористичком начину деловања које су примењивали михајловисти. После отварања југословенско-бугарске границе, потписивањем тзв. Пиротских протокола 1930, михајловисти су наставили са терористичким акцијама у Вардарској Македонији. Ове околности отварале су могућност сарадње југословенских служби са протогеровистима ВМРО. Комуникација је остварена преко Лазара Поповског, члана ВМРО (уједињене). Он је од 1927. сарађивао са југословенским обавештајним органима, а био је класни друг из војске са Петром Шандановим и Петром (Пецом) Трајковим Гировским који су у међувремену преузели водећу улогу у крилу протогеровиста. Сарадња је успостављена децембра 1930. године. Југословенска страна је обезбеђивала новац, оружије и муницију, а протогеровисти су прихватили начин борбе михајловиста и почели су да извршавају атентанте на своје супарнике. Разлика у тактици је била у томе што су протогеровисти убијали истакнуте припаднике супарничке стране, док су михајловисти убијали когод су могли. Међусобни обрачуни су утицали да утихну терористичке активности у Вардарској Македонији, иако су михајловисти наставили са терористичким активностима у Београду. Поред обрачуна са михајловистима, протогеровисти су у својој пропагандним активностима почели да се залажу за званичне југословенске тезе о Вардарској Македонији и за уједињење Југославије и Бугарске у јединствену државу. Ово је било у складу са сарадњом протогеровиста са Дамјаном Велчевим, али и са интелектуалним кругом "Звоно", који су се залагали за идеје југословенско-бугарске сарадње и потенцијалног уједињења. Различити извори доносе опречне информације до када су југословенски државни органи пружали новачну потпору протогеровистима ВМРО, јер наводи о њеној обустави спомињу 1935. и 1941. годину. Изгубивши подршку јавности у Вардарској Македонији због своје политике, Михајлов се залагао за „интернационализацију” македонског питања.
Успоставио је блиске везе са хрватским усташама и фашистичком Италијом. Агенти ВМРО-а извршили су бројне атентате у многим земљама, већином у Југославији. Најупадљивији од њих био је атентат на југословенског краља Александра I и француског министра спољних послова Луја Бартула у Марсеју 1934. у сарадњи са хрватским усташама. Атентат је извршио Владо Черноземски, а догодио се послије потискивања ВМРО-а након војног удара у Бугарској 19. маја 1934. године. Стална братоубилачка борба унутар ВМРО-а и атентати у иностранству изазвали су појединце у бугарској војсци након пуча 19. маја 1934. да преузму контролу и сломе моћ организације, која је постала све виђенија у Бугарској као гангстерска организација, а изван Бугарске као група убица. Михаилов је био приморан да побјегне у Турску 1934. године. Наредио је својим присталицама да се не опиру бугарској војсци и да мирно прихвате разоружање, избјегаваћу тако братоубиства, дестабилизацију земље, грађански рат или спољну инвазију. Многи становници Пиринске Македоније су са задовољством дочекали ово расформирање, јер се сматрало ослобађањем од незаконите и често бруталне паралелне власти. ВМРО је одржао своју организацију у егзилу у разним земљама, али је престао да буде активна снага у македонској политици, осим краткотрајно током Другог свјетског рата. У међувремену, резолуција Коминтерне о признавању изразитог етничког македонског етницитета, који је прихватила и ВМРО (уједињена), објављена је у јануару 1934. године. ВМРО (уједињена) остала је активна до 1936, када је апсорбована у Балканску комунистичку федерацију.
ВМРО је у то вријеме користио, оно што је амерички новинар Хуберт Ренфро Никербокер описао као: „једини систем за који сам икада чуо да гарантује да ће њихови чланови извршити додјељена убиства, без обзира на то какав може бити полицијски терор”.

## Други свјетски рат
Када је бугарска војска ушла у Вардарску Македонију 1941, већина становништва је дочекала као ослободиоце, а бивши припадници ВМРО-а били су активни у организовању Бугарских акционих комитета, задужених за преузимање локалних власти. Неки бивши чланови ВМРО (уједињена), попут Методија Шаторова, који је био регионални вођа Комунистичке партије Југославије, такође су одбили да дефинишу бугарске снаге као окупаторе, супротно упутствима из Београда и позивао се укључивање мјесних македонских комунистичких организација у састав Бугарске комунистичке партије. То је промијенило 1943. доласком Црногорца Светозара Вукмановића Темпа, који је озбиљно отпочео организовање оружаног отпора бугарској окупацији. Многи бивши припадници ВМРО-а помагали су бугарским властима у борби против југословенских партизана.
Бугарске трупе су након њемачке инвазије заузеле цијелу источну Македонију и западну Тракију. У источној и средњој Македонији, поједини припадници мјесне словенске мањине поздравили су бугарске снаге као ослободиоце, а бугарске власти су предузеле напоре да им „усаде бугарским национални идентитет”. Бугарска је званично припојила окупиране територије у Југославији и Грчкој, које су дуго биле на мети бугарског иредентизма. ВМРО је такође био активан у организовању бугарских милиција у италијанским и њемачким окупационим зонама против грчких националистичких и комунистичких група као што су ЕЛАС и ЕДЕС. Уз помоћ Михаилова и македонских емиграната у Софији, у окрузима Касторија, Флорина и Едеса организовано је неколико пробугарских оружаних одреда „Охрана”. Предводили су их бугарски официри поријеклом из грчке Македоније — Андон Калчев и Георги Димчев. Било је очигледно да је Михаилов имао шире планове који су предвиђали стварање македонске државе под њемачком контролом. Такође се очекивало да ће добровољци ВМРО-а чинити језгро оружаних снага будуће Независне Македоније, поред пружања администрације и образовања у окрузима Флорина, Касторија и Едеса.
У манастиру Прохор Пчињски 2. августа 1944. на Антифашистичком собрању народног ослобођења Македоније (АСНОМ) са Панком Брашнаровом (бившим припадником ВМРО-а из Илинденскм периода и ВМРО уједињене) као првим говорником, званично је проглашена савремена македонска држава, као федерална држава у саставу комунистичке Југославије, добивши признање од савезника. Након што је Бугарска објавила рат Њемачкој у септембру 1944, Михаилов је допутовао у Скопље под њемачком окупацијом, гдје су се Нијемци надали да ће уз њихову подршку формирати проњемачку Независну Државу Македонију. Након што је увидио да је рат за Њемачку изгубљен и да би избјегао даље крвопролиће, одбио је понуду. Михаилов је на крају завршио у Риму, гдје је објавио бројне чланке, књиге и памфлете о македонском питању.

## Послијератни период
Чланови ВМРО (уједињене) учествовали су у формирању Македоније као федералне државе Федеративна Народне Републике Југославије, а неки од водећих чланова ушли су у владу: Димитар Влахов, Панко Брашнаров, Павел Шатев (посљедњи преживјели члан групе антентатора у Солуну 1903). Међутим, убрзо су их збацили кадрови лојални Комунистичкој партији Југославије, који су прије рата били просрпски настројени. Према македонском историчару Ивану Катарџиеву, македонски активисти који су дошли из ВМРО (уједињене) и Комунистичке партије Бугарске никада нису успјели да се ослободе своје пробугарске пристрасност и по многим питањима супротставили су се вођама образованим у Србији, који су имали већину политичку моћ. Павел Шатев је отишао чак дотле да је послао петицију бугарској делегацији у Београду у знак протеста против антибугарске политике југословенског вођства и србизације бугарског језика.
Југословенске власти су од почетка организовале честе чистке и суђења македонским комунистима и непартијцима оптуженим за аутономистичко одступање. Многи званичници
власти из љевичарског крила ВМРО-а, укључујући Шатева и Брашнарова, смијењени су са дужности, а затим су их југословенске власти изоловале, хапсиле, затвориле или погубиле по разним (у многим случајевима измишљеним) оптужбама, укључујући: пробугарске склоности, захтјеви за већом или потпуном независношћу југословенске Македоније, сарадња са Информбироом након раскола Тито—Стаљин 1948, формирање конспиративних политичких група или организација, захтјеви за већом демократијом итд. Једна од жртава ових кампања био је Методије Андонов Ченто, ратни партизански вођа и предсједник АСНОМ-а, који је осуђен да је као припадник ВМРО-а радио за „потпуно независну Македонију”. Од комунистима повезаних са идејом македонске аутономије преживио је само Димитар Влахов, који је коришћен „само за обману”.
С друге стране, бивши михаиловисти такође су прогониле југословенске власти због оптужби за сарадњу са бугарским окупатором, за бугарски национализам, антикомунистичке и антијугословенске активности итд. Међу значајнијим жртвама били су Спиро Китинчев, градоначелник Скопља, Илија Коцарев, градоначелник Охрида, и Георги Карев, градоначелник Крушева током бугарске окупације и брат илинданског устаника Николе Карева. Други активисти ВМРО-а, Стерио Гули, син Питу Гулија, наводно се убио након доласка југословенских партизана у Крушево у очају због онога што је видио као други период српске власти у Македонији. Такође, Шаторовљеве присталице у југословенској Македонији, звани шарлисти, КПЈ је систематски истријебила у јесен 1944. и потиснула због њихових антијугословенских и пробугарских политичких ставова.
Присталице ВМРО-а у Пиринској Македонији нису прошле ништа боље. Уз помоћ неких бивших протогероваца, њихове главне активности прогонила је комунистичка полиција, а многе од њих убили или затворили. Будући да су се неке присталице ВМРО-а отворено противиле тадашњој званичној политици комунистичке Бугарске промовисања македонске етничке свијести у Пиринској Македонији, били су потиснути или прогнани у унутрашњост Бугарске. Већина изложених прогону емигрирала је преко Грчке и Турске у западне земље. У том периоду америчке и грчке обавјештајне службе су регрутовале неке од њих, обучиле их и касније користиле тзв. „Горјане” као шпијуне и диверзанте, шверцујући их назад у комунистичку Бугарске и Југославију.
Упркос чињеници да је југословенска македонска историографија невољно признала бугарску етничку припадност илинданских вођа ВМРО-а, они су у националном пантеону југословенске Македоније прихваћени као етнички Македонци. Званична југословенска историографија потврдила је континуитет између Илиндана 1903. и Илиндана 1944. занемарујући чињеницу да је први укључивао устанак и у једренском дијелу Тракије. Имена устаника из ВМРО-а Гоце Делчев, Питу Гули, Даме Груев и Јане Сандански укључени су у текст химне Социјалистичке Републике Македоније Данас над Македонијом.

## Тумачења у доба комунизма
У почетку је Лазар Колишевски, вођа Народне Републике Македоније, прогласио Илиндански устанак и ВМРО бугарским завјерама. Потом су историјске студије у земљи проширене под непосредним политичким упутствима из Београда. Кључни принцип напретка македонске историографије био је стварање посебне националне свијести и раскидање свих историјских веза са Бугарском. Током Хладног рата, посебно након раскола Тито—Стаљин, и Бугарска и Југославије полагале су право на јунаке љевичарске ВМРО, посебно Делчева и Санданског, како интерно тако и у тактичкој игри међународне дипломатије. Заједничко за обје земље било је ипак то што се нејасан популизам и анархизам ових историјских личности тумачио као дефинитиван социјалистички програм. Оба режима су признала политику међуратних вођа организације, Тодора Александрова и Ивана Михаилова, као „фашистичку”.
У овој трци, југословенска Македонија је прва укључила личности ВМРО-а у свој национални пантеон, иако су направљени неки пажљиви изузеци. Илиндански устанак 1903. представљен је као непосредна претеча догађаја из 1944, као ји названи „Други Илиндан”, у настојању да се докаже континуитет борбе за независност македонске нације. Сходно томе, постало је неопходно да социјалистичке власти покажу да су личности ВМРО-а из 19. вијека, посебно Делчев и Сандански, свјесно били Македонци по идентитету. Делчев и Сандански усвојени су као симболи републике, изграђени су бројни споменици у њихову част, а често су били тема чланака у академском часопису Македонска ревија, као и Илиндански устанак. Насупрот томе, Тодор Александров је означен као бугарски буржоарски шовиниста. Тврда о македонском идентитету Санданског искоришћена је за јачање претензија Скопља на Пиринску регију. Према историчарима Џону Лампу и Марку Мазоверу, јунаци ВМРО-а били су важни у стварању македонске националне идеологије, а историографије Бугарске и Сјеверне Македоније напредују доказујући да је туђа верзија историје погрешна, а да историјска објективност није важна.
У Народној Републици Бугарској стање је било сложеније, јер је ВМРО био повезан са антикомунистичким режимом 1923. до 1934. године. Прије 1960, иако тема није била табу, неколико чланака на ту тему појавило се у  бугарским академским центрима, а личности ВМРО-а су углавном добијале регионалну признатост у Пиринској регији. Након 1960, наредбе највишег нивоа биле су да се македонски револуционарни покрет поново укључи у бугарску историју и да се докажу бугарски акредитиви њихових историјских вођа. Овај тренд достигао је врхунац 1981. (1300 година бугарске државности), када су Делчев и Сандански отворено постали историјски симболи бугарске државе у прогласу Људмиле Живкове. Било је и покушаја рехабилитације Тодора Александрова због његовог бугарског национализма, али они су остали контроверзни због његове улоге у потискивању лијевог крила, због чега је проглашен фашистом.